# Gabriel Frisching
Gabriel Frisching (* 4. April 1656 in Bern; † 16. November 1735 ebenda) war ein Schweizer Politiker.

## Leben
Gabriel Frisching, Sohn des Landvogts Albrecht Frisching, trat nach Studien und Promotion an den Hohen Schulen von Bern (1670) und Lausanne (1674) eine Ämterkarriere an. Er besetzte politische Ämter (1680 Grossrat, 1708 Kleinrat, 1719 Venner zu Metzgern) und solche in der Verwaltung (1692 Schultheiss von Burgdorf, 1715 Zeugherr). 1718 erwarb er Herrschaft und Schloss Wil (heute Gemeinde Grosshöchstetten) und liess das Stadthaus der Familie (Sässhaus) an der Kramgasse bauen.
Er war zweimal verheiratet, 1678 mit Katharina Steiger und 1708 mit Armanda May, beide aus Berner Ratsfamilien.